# Gotha WD 1
Die Gotha WD 1 war ein deutsches Schwimmerflugzeug der Gothaer Waggonfabrik Abteilung Flugzeugbau, das in einer kleinen Anzahl gebaut und im Ersten Weltkrieg als Aufklärer und für Schulzwecke genutzt wurde. Das Kürzel WD steht für „Wasser-Doppeldecker“.

## Entwicklung
Das Flugzeug wurde von Karl Rösner entwickelt, der sich bei seinem Entwurf stark an einer britischen Avro 503 orientierte, die 1913 von der Marine zum Studium ihrer Konstruktion und für Erprobungszwecke erworben worden war. Rösner schuf einen dreistieligen Doppeldecker in stoffbespannter Holzbauweise mit zwei an einem Gestell aus Rohrverstrebungen befestigten einstufigen Schwimmern und einem kleinen Schwimmer am Heck unter dem Höhenleitwerk. Als Antrieb wurde ein 100-PS-Umlaufmotor von Gnome-Rhône installiert. Zunächst entstand ein Exemplar, das zum Flugplatz Warnemünde am Breitling überführt und dort ab Februar 1914 von Ingenieur Heinrich Dahm bei zahlreichen Flügen getestet wurde. Nach mehreren Testflügen und einer Bruchlandung wurde der Gnome-Antrieb durch einen einheimischen Reihenmotor von Daimler ersetzt und das Muster als WD 1a bezeichnet. 
Im Zuge der am 1. August 1914 ausgerufenen Generalmobilmachung beschlagnahmte die Marine alle Flugzeuge, die sich auf dem Flugplatz Warnemünde befanden. Die WD 1a wurde nach Helgoland überführt, dort erfolgte eine technische Überprüfung und ein Abnahmeflug, das Flugzeug erhielt die Marinenummer 59 und versah nun seinen Dienst bei den Marinefliegern. Offenbar bewährte sich die WD 1a, denn das Reichsmarineamt gab fünf weitere Exemplare in Auftrag, die Gotha Ende 1914 auslieferte. Sie erhielten die Marinenummern 285–289.
Die Beschlagnahmung der Flugzeuge in Warnemünde betraf auch eine WD 2 und eine WD 2a, die sich im Rahmen des vom 1. bis 10. August in Warnemünde geplanten Zweiten deutschen Seeflugwettbewerbs vor Ort befanden. Als Nachfolgemuster waren sie mit anderen Triebwerken ausgerüstet, aber ansonsten baugleich.

## Einsatz
Nach dem Beginn der Schlacht von Gallipoli im Februar 1915 ersuchte das zur Unterstützung des Bündnispartners in die Türkei entsandte deutsche Marinekommando Anfang Mai beim Reichsmarineamt um Unterstützung durch Seeflugzeuge. Als Reaktion sagte die Behörde die Entsendung von fünf WD 1 zu, die mit fünf ehemaligen Zivilpiloten, die sich freiwillig gemeldet hatten, und fünf Offizieren der Handelsmarine als Beobachter bemannt werden sollten. Die Wartung sollte durch zehn Angestellte der Gothaer Waggonfabrik erfolgen. Die ersten drei Flugzeuge waren Mitte Juni einsatzbereit vor Ort und wurden in der Wasserfliegerabteilung des Sonderkommandos der kaiserlichen Marine in der Türkei unter dem Kommando von Kapitänleutnant Ernst Liebmann zusammengefasst. Der erste Einsatz fand am 28. Juli 1915 mit dem Abwurf einer einzelnen Bombe auf ein Militärlager auf Lemnos statt. Es folgten weitere Angriffe auf gegnerische Flugplätze, Ballonhallen und Kriegsschiffe, sowie Geleitflüge zur Sicherung von Schiffskonvois gegen U-Boote über dem Marmarameer. Im Sommer 1915 erhielt die Abteilung neben drei WD 2 die beiden letzten zugesagten WD 1. Bis zum Herbst wurden insgesamt zehn Gothas geliefert. Bis zum Ende des Jahres führte die Einheit etwa 150 Einsätze durch, bei denen 200 Sprengkörper kleineren Kalibers, meist 10-kg-Bomben, auf Land- und Seeziele abgeworfen wurden, verlor in diesem Zeitraum allerdings auch fünf Flugzeuge durch Havarien und Witterungseinflüsse. Nachdem die Entente am 18. Dezember 1915 mit der Evakuierung ihrer Truppen von Gallipoli begonnen hatte, versuchte die Fliegerabteilung die Einschiffung der gegnerischen Truppen durch Angriffe auf in der Landezone befindliche Ziele zu stören. Dabei wurden 19 Bombentreffer in Lagern und Gebäuden sowie vier auf Schiffen erzielt. Nach der erfolgreichen Abwehr der Invasion wurde die Einheit teilweise auf Basen im Schwarzmeerraum verlegt, wo hauptsächlich russische Über- und Unterwassereinheiten angegriffen wurden. Sowohl WD 1 als auch WD 2 waren wegen ihrer Zuverlässigkeit bei den Besatzungen beliebt, wobei der Kommandeur Liebmann besonders die vorzügliche Konstruktion und solide Bauart hervorhob.

## Technische Daten
| Kenngröße             | Daten                                                                                                |
| --------------------- | --- |
| Besatzung             | 2 |
| Spannweite            | 14,1 m                                                                                               |
| Länge                 | 10,35 m                                                                                              |
| Höhe                  | 4 m                                                                                                  |
| Flügelfläche          | 50 m²                                                                                                |
| Leermasse             | 800 kg                                                                                               |
| Zuladung              | 420 kg                                                                                               |
| Startmasse            | 1220 kg                                                                                              |
| Antrieb               | ein wassergekühlter Sechszylinder-Reihenmotor Mercedes D I, Nennleistung 100 PS (74 kW) bei 1345/min |
| Höchstgeschwindigkeit | 90 km/h in Bodennähe                                                                                 |
| Steigzeit             | 24,30 min auf 1000 m Höhe                                                                            |
| Dienstgipfelhöhe      | 2500 m                                                                                               |
| Reichweite            | 540 km                                                                                               |